# Бондаренко, Владимир Иванович
Владимир Иванович Бондаренко (1918—2004) — деятель советских спецслужб, генерал-майор госбезопасности, заместитель начальника восьмого главного управления КГБ СССР (1964—1972), начальник технического факультета Высшей школы КГБ СССР им. Ф. Э. Дзержинского (1972—1988).

## Биография
Родился в 1918 году в Воронежской губернии в крестьянской семье.
С 1941 года, после окончания Военной электротехнической академии им. С. М. Будёного и Радиоразведывательных курсов Высшей специальной школы Генерального штаба РККА, служил в военной радиоразведке в должностях начальника отделения особой техники и начальника радиоцентра. Участник Великой Отечественной войны. С 1942 года переведён в специальную службу НКВД СССР — помощник начальника 1-го полевого отдела пятого (шифровально-дешифровального) управления ГУГБ НКВД СССР и заместитель командира по технической части отдельного радиодивизиона специального назначения.
С 1949 года — командир 5-го отдельного радиодивизиона, с 1952 года — командир 2-го отдельного полка ГУСС при ЦК ВКП(б)—МГБ СССР—КГБ при СМ СССР. С 1956 года первый командир (начальник) центрального радиоузла спецслужбы (ЦРУСС) КГБ при СМ СССР. С 1964 года — заместитель начальника восьмого главного управления КГБ при СМ СССР. С 1972 года — начальник технического факультета Высшей школы КГБ СССР им. Ф. Э. Дзержинского.
С 1988 года — на пенсии.
Похоронен в Москве на Троекуровском кладбище.

## Награды

### Ордена
- Четыре Ордена Красной Звезды
- Орден Отечественной войны 1-й степени

### Знаки отличия
- Почётный сотрудник госбезопасности